# Château de Chaintré
Le château de Chaintré est situé au nord de Crêches-sur-Saône, sur la commune de Chaintré en Saône-et-Loire.

## Description
On accède à la cour par un portail flanqué de deux tourelles circulaires. Le château comprend trois bâtiments disposés en U. Au sud : une tour-porche, deux bâtiments et deux tours circulaires. Au centre, le corps de logis principal. Au nord, une grosse tour carrée et des écuries auxquelles a été substitué un autre corps de logis. On découvre à l'extérieur des terrasses décorées de statues et d'ifs taillés, un parc à l'anglaise et une pièce d'eau.
Le château, propriété privée servant de résidence de standing, ne se visite pas.
L'une de ses plus anciennes représentations est un dessin réalisé en 1848 par Rousselot, inspecteur des Forêts (volume conservé à l'Académie de Mâcon).

## Historique
- XIIe siècle : le château appartient à la famille de Chaintré.
- 1516 : il est vendu à Antoine Bernard, bourgeois de Mâcon.
- 1661 : il est vendu à Pierre Particelli, trésorier de France en la généralité de Lyon.
- 1746 : après plusieurs ventes, le château échoit à Vincent Palerne, également trésorier de France.
- 1845 : legs aux Maristes qui y établissent un noviciat puis une école normale.
- 1868 : les Maristes cèdent le domaine à Ladislas Jules de Beaussier ; sa veuve ne le conserve toutefois pas.
- 1906 : le château devient la propriété de Louis Sonnery-Martin industriel et ancien député du Rhône (1893-1898), arrière grand-père paternel d'Arielle Dombasle[1]. Celle-ci y séjourne dans son enfance.